# Трикьяна
Трикьяна (итал. Trichiana) — коммуна в Италии, располагается в провинции Беллуно области Венето.
Население составляет 4496 человек, плотность населения составляет 105 чел./км². Занимает площадь 43 км². Почтовый индекс — 32028. Телефонный код — 0437.
В коммуне 15 августа особо празднуется особо празднуется Вознесение Девы Марии (Ассунта). Покровителем коммуны почитается Феликс. Праздник ежегодно празднуется 14 января.